# Olds, Alberta
Olds är en ort i Kanada.   Den ligger i provinsen Alberta, i den centrala delen av landet, 2 900 km väster om huvudstaden Ottawa. Olds ligger 1 039 meter över havet och antalet invånare är 6 947.
Terrängen runt Olds är huvudsakligen platt. Olds ligger uppe på en höjd. Runt Olds är det mycket glesbefolkat, med 3 invånare per kvadratkilometer.. Olds är det största samhället i trakten.
Trakten runt Olds består till största delen av jordbruksmark.